# Шакарап
Шакара́п (узб. ачучук, аччик-чучук; салат із помідорів; узб. «аччік» — гострий, «чучук» — солодкий; шакарап, шакароб) — традиційний овочевий салат киргизької та узбецької кухонь з помідорів. Основний інгредієнт: помідори; також додається ріпчаста або ялтинська цибуля, перець чилі (гострий перець), солодкий перець (перець стручковий), паприка, сіль, мелений чорний перець.
Один з найбільш універсальних і популярних гарнірів до плову, шашлику, смаженому м'ясу та іншим жирним стравам.
Страва популярна в Таджикистані, Узбекистані, Киргизстані та Казахстані.

## Складники
- Помідори — 500 г.
- Цибуля ріпчаста (іноді червона) — 2 шт. (або 1-2 пучка зеленої цибулі)
- Часник — 2-3 зубки.
- Кріп, мелений чорний перець, паприка солодка або гірка на смак.

Іноді додається: 
- стручковий перець звичайний (паприка)
- базилік
- коріандр
- чеснок
- виноградний оцет[9]

## Спосіб приготування
Червоні стиглі помідори нарізати невеликими скибочками, додати нарізану тонкими кільцями цибулю, дрібно нарізаний часник, посолити, обережно перемішати і залишити на 5-6 хвилин, поки не вбереться сіль.
Під час подачі на стіл прикрасити зеленню кропу, зеленою цибулею, заправити перцем, паприкою.
На приготування ачучука потрібно близько 5 хвилин.

## Енергетична цінність
Калорійність на 100 грам готової страви — 27,63 г
- Білки — 1,21 г
- Тригліцериди — 0,15 г
- Вуглеводи — 5,57 г[11]